# Morné van der Merwe
Morné van der Merwe (28 maart 1973 – 18 januari 2013) was een Zuid-Afrikaans professional rugbyspeler.
Van der Merwe speelde bij The Stormers uit Kaapstad in de Zuid-Afrikaans National Rugby League, de Super Rugby en in de Currie Cup. Hij speelde als loosehead prop.
Hij overleed aan kanker.